# 崇德堂 (天津)
崇德堂是天主教耶稣会献县教区在1869年到1954年之间在中国天津市所设立的办事处，建于1872年，位于天津法租界圣鲁易路（Rue Saint Louis）（今和平区营口道24号，承德道17号）。该建筑目前是重点保护等级历史风貌建筑。

## 历史
耶稣会曾经在中国河北、江苏、安徽、上海地区传教，建立了诸多教区。为支持传教事业，1869年，献县教区（当时称为直隶东南代牧区）在天津设立办事处（俗称帐房），名为圣沙勿略院，神父以法国籍为主。1870年6月，发生天津教案，圣沙勿略院被毁。直隶东南代牧区用清政府的赔款购买了33亩土地。1871年，直隶东南代牧区在圣鲁易道53号（今天津市营口道22号）设立崇德堂，管理教区财务。1873年，崇德堂将大部分房屋出租，经营房地产业。其房租和股票收入，支付教区8个总本堂区的传教经费。1944年，崇德堂理家尚建勋神父请求赵振声主教出具证明，耶稣会在崇德堂的财产属于法国人。1948年，崇德堂与献县总堂经济联系中断，耶稣会仍经过香港华仁书院账房汇款给崇德堂，供应平津两地耶稣会经费。1949年，崇德堂理家甘墨林神父烧毁崇德堂所存部分账册。此后，由中国会士刘定汉等接管崇德堂。1954年，天津市人民政府对崇德堂及其产业实行代管。